# Microstylum rufoabdominalis
Microstylum rufoabdominalis är en tvåvingeart som beskrevs av Enrico Adelelmo Brunetti 1928. Microstylum rufoabdominalis ingår i släktet Microstylum och familjen rovflugor.
Artens utbredningsområde är Sri Lanka. Inga underarter finns listade i Catalogue of Life.